# Václav Durych (spisovatel)
Václav Durych (5. srpna 1930, Olomouc – 23. listopadu 2011, Teplice) byl český novinář a spisovatel, syn českého katolického spisovatele Jaroslava Durycha.

## Životopis
Narodil se v Olomouci. Jeho otec byl vojenský lékař, spisovatel a dominikánský terciář Jaroslav Durych. V rodině byl vnímán spíše jako benjamínek (jediný syn), kromě něj měli jeho rodiče ještě starší dcery Marii, Jaroslavu a Jiřinu. Jeho duchovní dětství s největší pravděpodobností ovlivňovali bratři dominikáni (Silvestr Braito, Reginald Dacík, Metoděj Habáň), se kterými jeho otec byl v blízkém kontaktu a redigoval s nimi teologickou revue Na hlubinu.
Již na gymnáziu byl veden svou učitelkou k tomu, aby zkoušel začít psát vlastní poezii. Jeho rané dílo však nebylo nikdy publikováno, protože dle jeho slov nestálo za to. Až od svých 35 let začal zkoušet psát vlastní prózu. Vystudoval následně pedagogickou fakultu a mnoho let působil jako učitel biologie, chemie a matematiky na základní škole.
Poté, co se stal invalidním důchodcem, začal se blíže starat o dílo svého otce a napsal dvě životopisné knihy. V jeho díle se podobně jako u jeho otce projevovala katolická víra s pojetím fantastična. Až ve staří se navíc rozhodl vydat některá svá díla napsaná v žánru sci-fi. Po přestěhování z Prahy do Teplic začal dávat dohromady sbírku povídek z učitelského prostředí. Kolem roku 2005 vydával spolu se svými přáteli samizdatový časopis Katolická cesta. Od roku 2009 až do své smrti byl také externím přispěvatelem internetového časopisu Duše a hvězdy.
V posledních letech života se začal více věnovat psaní memoárů o svém otci, které psal pod názvem Katolická cesta Durychova. Několik statí z připravované knihy se podařilo ještě zveřejnit na internetu. Práci však již přerušila jeho smrt a dílo tak zůstalo nedokončené.